# 1-й Паровозний провулок (Житомир)
1-й Паровозний провулок — провулок в Корольовському районі міста Житомир.

## Розташування
Розташований у завокзальній частині міста. Бере початок від Київського шосе. Прямує на північний захід. Завершується тупиком. З'єднанням з провулком завершуються 3-й Фруктовий, 1-й Мар'янівський та 1-й Транзитний провулки. Від провулку бере початок 2-й Паровозний провулок.

## Історія
Виник і отримав чинну назву Паровозний провулок в 1950 році. У 1958 році закріплена чинна назва. Забудова провулка сформувалася у 1950 — 1960-х рр. Станом на 1968 рік садибна забудова провулка здебільшого сформована. 